# Mise en place

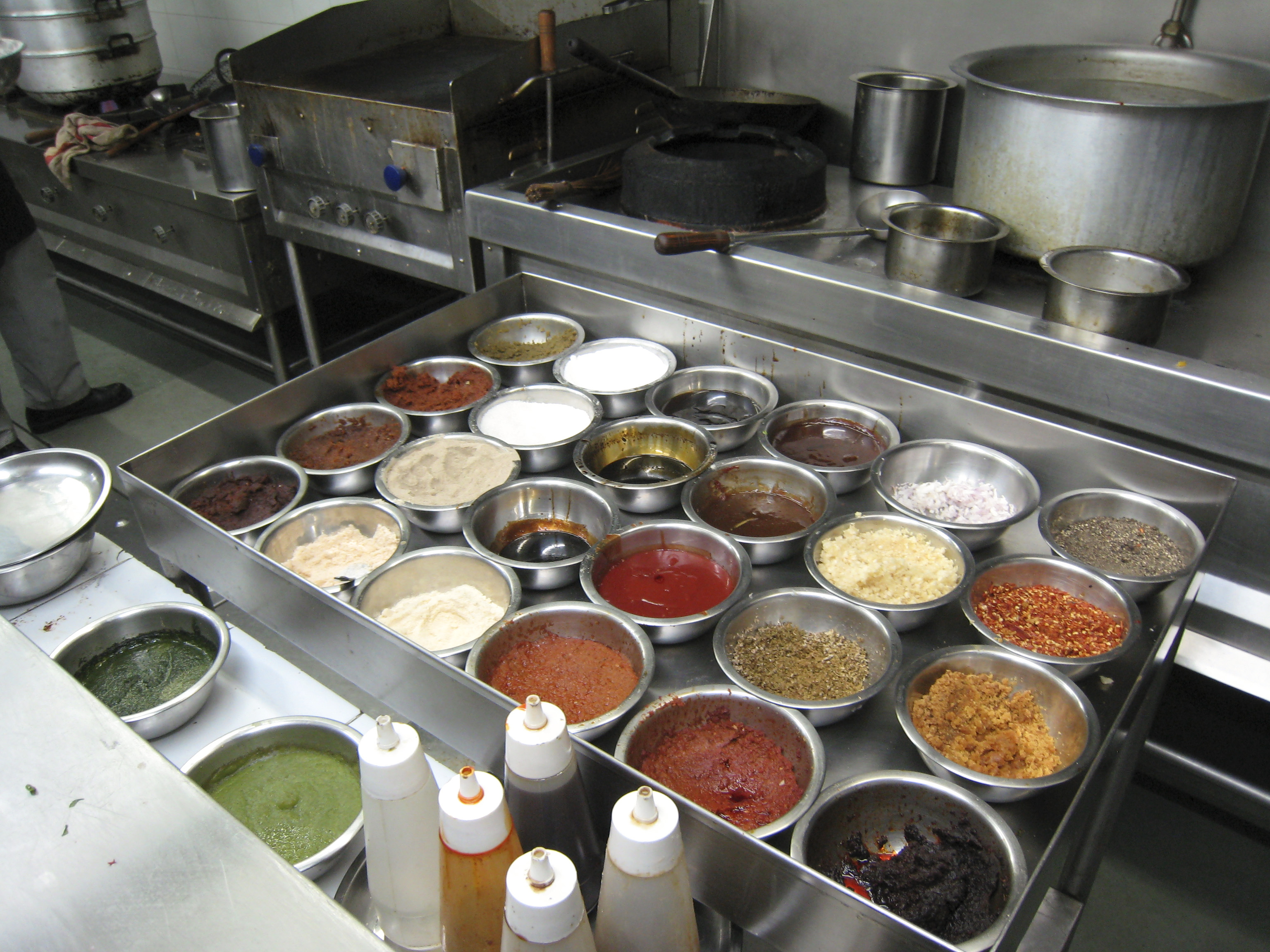
Mise en place v profesionální kuchyni

Mise en place [mizán plas] je francouzská kulinářská fráze znamenající „dávání na místo“ nebo „vše na svém místě“. Používá se ve významu přípravy před samotným vařením a servírováním jídla. V profesionální kuchyni odkazuje k praktice přípravy a organizace ingrediencí (např. porcování masa, krájení zeleniny, vaření vývaru atd.), celé kuchyně a kuchyňské brigády před servisem a označuje stav, kdy je vše perfektně nachystáno.